# 小哈普山

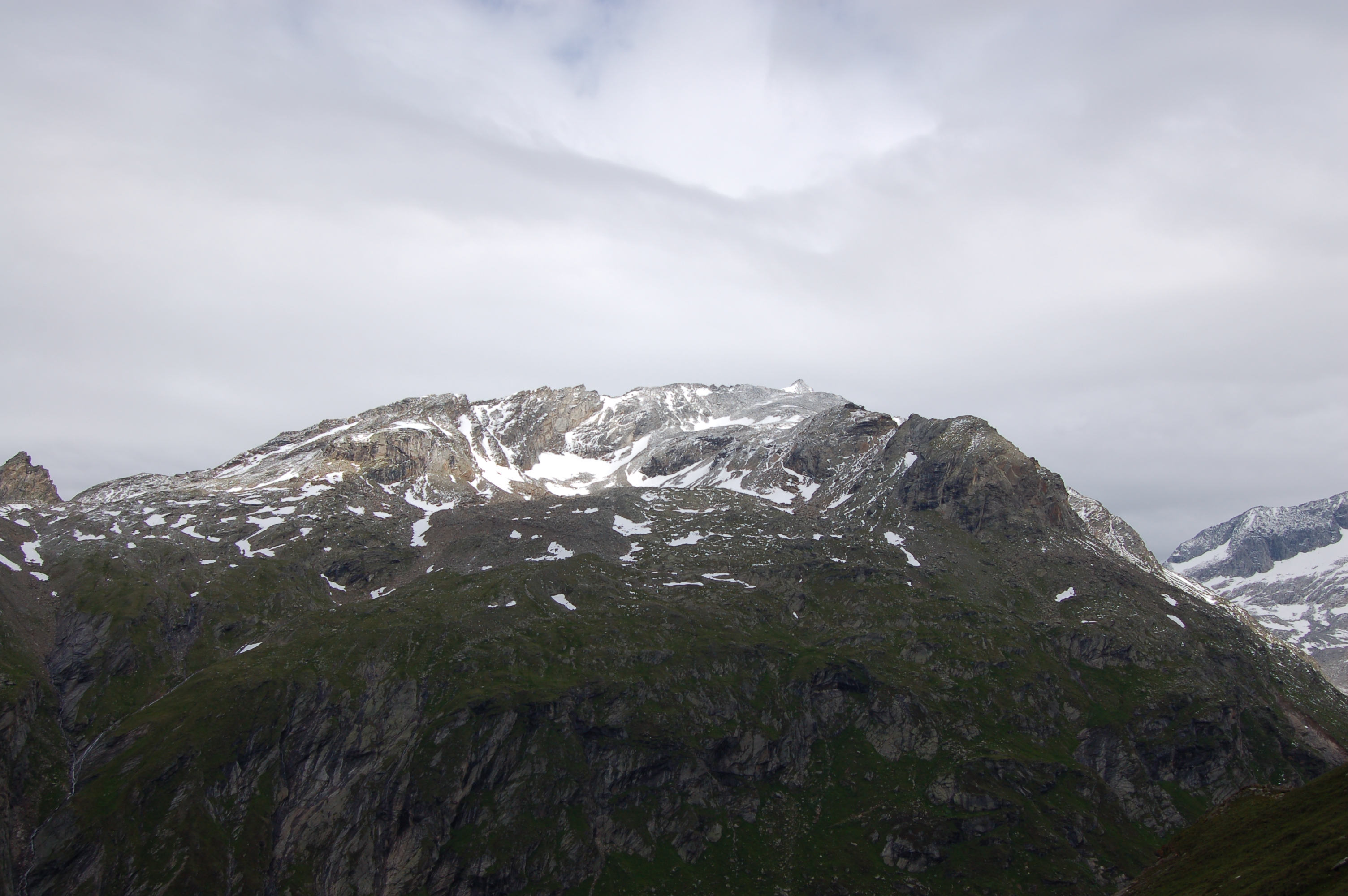

47°04′19″N 12°19′45″E / 47.07197°N 12.329152°E
小哈普山（德語：Kleiner Happ），是奧地利的山峰，位於該國西部，由蒂羅爾州負責管轄，屬於維內迪傑山脈的一部分，海拔高度2,852米，人類在1897年首次登頂，每年平均降雨量1,971毫米。